# 梅奧丹 (北卡羅萊納州)
梅奧丹（英語：Mayodan）是一個位於美國北卡羅萊納州羅京安縣的城鎮。

## 人口
根據2020年美國人口普查的數據，梅奧丹的面積為7.51平方千米，當中陸地面積為7.45平方千米，而水域面積為0.05平方千米。當地共有人口2418人，而人口密度為每平方千米322人。